# Mais qui ?
Cet article possède un paronyme, voir Meki.
« Qui ? » ou « Mais qui ? » est un mème antisémite apparu sur Internet en 2021, puis repris comme slogan sur des pancartes lors de manifestations anti-passe sanitaire en France. L'une des premières pancartes « Mais qui ? » est brandie à Metz par une enseignante. Les samedis suivants, d'autres pancartes apparaissent. Le mouvement intégriste Civitas invite les manifestants à défiler avec des pancartes « Mais qui ? ».
En forme de question dont la réponse ne serait pas connue, cette interrogation faussement innocente utilise le procédé rhétorique de l'ellipse. Sans toujours le dire ouvertement, elle accuse les Juifs tout en s'abstenant de les nommer - l'incitation à la haine religieuse étant en France un délit sanctionné par la loi. Qu'il soit ou non accompagné de patronymes ou de portraits de personnalités supposées juives, le « Mais qui… » sous-entend ordinairement une suite telle que « …gouverne le monde ? », « …manipule les médias ? » ou encore « …est à l'origine ou profite de la pandémie de Covid-19 ? ». Il s'agit d'une variante de la théorie du complot juif.

## Origine
Pour Marc Knobel, spécialiste de la propagande raciste et antisémite sur internet, « les choses ont commencé bien avant l'apparition du slogan « Qui ? », stratégie classique de l'extrême droite pour désigner un bouc émissaire sans le nommer frontalement... Dès le début de la pandémie, on a vu des propos orduriers sur certaines plateformes qui ciblaient Agnès Buzyn (...), son mari l'immunologiste Yves Levy, ou le directeur général de la santé Jérôme Salomon. Puis ces accusations se sont étendues aux Juifs dans leur ensemble ».
La première occurrence de l'expression « Qui ? » avec un sous-entendu antisémite date du 18 juin 2021, lors d'un entretien en duplex sur la chaîne télévisée CNews. Le général à la retraite Dominique Delawarde (signataire de la controversée « tribune des généraux » dans l'hebdomadaire d'extrême droite Valeurs actuelles) évoque une minorité contrôlant la « meute médiatique »,. Voulant rendre son propos plus explicite,, le chroniqueur Claude Posternak (membre de La République en marche et président de l'agence d'opinion La Matrice) insiste en lui demandant : « Qui ? Mais dites qui ? ». Dominique Delawarde répond par une périphrase : « La communauté que vous connaissez bien »,,. L'animateur, Jean-Marc Morandini, interrompt alors le duplex. Peu après, le parquet de Paris ouvre une enquête contre l'ancien militaire pour « diffamation publique et provocation à la haine et à la violence en raison de l'origine ou de l’appartenance à une ethnie, une nation, une race ou une religion » ; en novembre 2020, Delawarde a déjà évoqué sur un blog, à propos de « l'hypothèse d'une fraude importante » à l'élection présidentielle américaine, « la “meute médiatique” occidentale, dont nous savons qui la contrôle ».
À la suite de l'émission, le hashtag « #qui » se répand sur les réseaux sociaux, utilisé pour cibler la communauté juive,. Cette question devient alors un code désignant les Juifs, considérés comme responsables de la « dictature sanitaire », voire « être à la source du Mal ».

## Développement

### Éléments de langage
Le mème est « un code permettant de désigner les "responsables de la crise" – dans la cosmogonie conspirationniste, celle-ci n’est qu’un prétexte permettant d’instaurer un "nouvel ordre mondial" et un "Great Reset" », le tout sur fond d'une « thématique de la cabale de puissants menant un projet secret, classique des théories conspirationnistes ».
D'après Rudy Reichstadt, politologue et directeur de Conspiracy Watch, l'antisémitisme est manifeste pour qui connaît ce type de discours : il s'agit d'éléments de langage antisémite essayant d'esquiver « bien maladroitement, le reproche en antisémitisme »,. Reichstadt précise que depuis fin 2018 et le mouvement des Gilets jaunes, ce discours complotiste s’est banalisé à partir du web en prenant la forme de slogans antisémites qui dénoncent pour certains une « dictature » qui sévirait dans un « régime totalitaire » en France. L'historien Tal Bruttmann constate lui aussi qu'« Internet a brisé la chape de plomb qui pesait sur l’expression publique de l’antisémitisme. »
Dominique Sopo, président de SOS Racisme, affirme qu'« il n'y a pas de doute sur la signification de cette pancarte [brandie par des manifestants anti-passe sanitaire] ». Pour lui aussi, « la question "Mais qui ?" est une question faussement codée qui renvoie à l'accusation du fait que les juifs seraient une communauté malfaisante et à l'origine de tous nos maux » ; il voit également derrière cette manœuvre une tentative de l'extrême droite de mener ce nouveau mouvement contestataire. L'avocat Patrick Klugman considère que « ce "Qui ?" devient un signe de ralliement pour les gens qui veulent cibler la communauté juive comme une communauté surpuissante dont les intérêts seraient occultes et différents du reste de la société »,.
Le sociologue Michel Wieviorka considère que ce « pronom d’apparence innocente qui cible en réalité "les juifs" [...] les accuse de bénéficier de la crise sanitaire ». Pour l'historien Marc Knobel, « Le message, stigmatisant, est simple. C’est qui sont les responsables de la pandémie, qui profiteraient de tout cela ? Les Juifs »,.
Le politologue Jean-Yves Camus lit en sous-texte de la question : « Qui cherche à faire croire qu’il existe une pandémie et à tirer profit de ce "mensonge" pour édicter des mesures sanitaires exceptionnelles en termes de libertés publiques ? ». Cette question posée « suggère une intention maligne née dans le cerveau d’un groupe d’individus à qui est attribuée une puissance telle que, de concert, ils poursuivraient un plan caché de domination dont le pass ne serait qu’une étape vers un gouvernement mondial de nature dictatoriale ».
La formulation de cette question, sans nommer les Juifs, sous-entend par ailleurs qu'il serait interdit de le faire (ainsi, Rudy Reichstadt évoque le fait que Raphaël Confiant, pour défendre Dieudonné, qualifie les Juifs d'« innommables » en 2006), alors que « ce tabou n’existe que dans la vision du monde paranoïaque des antisémites ».

### Diffusion
« Mais qui ? » devient un mème circulant sur Internet, notamment sur le site Jeuxvideo.com, et parmi les sphères antisémites, particulièrement de l'extrême droite, des partisans d'Alain Soral ou de Dieudonné, ainsi que des militants centrés sur la crise du Covid 19. Le site antisémite Jesuispartout.com est créé en 2020, ainsi qu'une chaîne Telegram associée, pour répertorier les personnalités juives ou supposées telles, dans une carte interactive ; le ministre Gérald Darmanin annonce sur Twitter qu'il saisira la justice au sujet de ce site qu'il qualifie de « profondément scandaleux et nauséabond » et le fondateur du site, Samuel Goujon, est mis en examen le 21 août 2021.
Quelques semaines après l'interview du général Delawarde, certains manifestants anti-passe sanitaire défilent avec cette seule interrogation sur leurs pancartes. Celles-ci sont surtout visibles lors des rassemblements organisés par Florian Philippot les 17, 24 et 31 juillet. Elles rejoignent les différents visuels qui ont déjà fait scandale au fil des rassemblements, mêlant étoiles jaunes, références au régime de Vichy ou au nazisme. Parfois de façon paradoxale, dans une « contradiction absolue », pointe Michel Wievioka. « Avec toutes ces références, on a une illustration de la spécificité de l'antisémitisme », explique l'historien Emmanuel Debono. Interrogés par une chaîne Youtube d'extrême droite, plusieurs participants d'une manifestation, arborant la pancarte « Qui ? », déroulent ensuite des clichés ou allégations antisémites, évoquant les « empoisonneurs de puits », « l'appât du gain », etc..
Le 7 août 2021, ce slogan est repris sur une pancarte dans une manifestation contre le passe sanitaire, à Metz. La pancarte interroge en rouge puis répond directement en nommant en noir treize noms de familles ou de personnalités supposées juives ou prétendument « complices des Juifs »,,. Il s'agit de responsables politiques, d’intellectuels ou d'économistes dont certains n’ont aucun lien avec la pandémie ou la politique vaccinale mais dont une grande partie a en commun une appartenance réelle ou supposée à la communauté juive. Les noms Rothschild, B.H.L., Attali, Soros, Drahi, etc. sont tous « des cibles récurrentes de la propagande antisémite depuis des années – et, s’agissant des Rothschild, depuis le XIXe siècle ». Toutes ces personnalités sont qualifiées de « Traîtres !!! » en blanc, et la lettre Q (de « Qui ? ») est surmontée de cornes noires diabolisantes, « emblématiques de la passion antijuive »,.
La personne qui brandit la pancarte, une enseignante vacataire en Moselle,,, est placée en garde à vue deux jours plus tard. Le 10 août, le procureur de la République de Metz annonce un jugement pour « provocation publique à la haine raciale », prévu le 8 septembre. Dans cette affaire, elle est défendue par Paul Yon, ancien avocat du négationniste Robert Faurisson, et François Wagner,. Elle est jugée par le tribunal correctionnel de Metz, qui la condamne à six mois de prison avec sursis et au paiement de sommes allant de 1 à 300 euros à des associations antiracistes.
Après l'affichage de la pancarte de Metz, le journaliste Éric Naulleau considère qu'à travers cet « antisémitisme décontracté auquel rien ne manque, [...] au nom de la lutte contre le passe sanitaire ; [...] la bête immonde sait varier les masques ».
Les samedis 14 et 20 août, les manifestations dans des villes de France contre le passe sanitaire continuent à être émaillées de slogans provocateurs, de comparaisons avec les horreurs nazies ou de signes d'antisémitisme et marquent un soutien à Cassandre Fristot avec notamment d'autres pancartes « Qui ? » montrant les visages de Jacques Attali et de Claude Posternak ou des listes de noms,,,. L'un  des manifestants, ayant arboré sur son bob et son torse l'inscription « Qui ? » avec le « Q » surmonté de cornes, et portant sur ses épaules un drapeau royaliste lors de la manifestation du 14 août à Compiègne, est condamné en janvier 2022 à trois mois de prison avec sursis par le tribunal correctionnel pour « provocation publique à la haine ou à la violence » envers la communauté juive. La procureure de la République pointe « un racisme perfide qui se nourrit de bons sentiments ».
Si le caractère antisémite de ce slogan n'admet pas d’ambiguïté (« il n’y a pas beaucoup plus antisémite que cette pancarte »), Rudy Reichstadt reconnaît l'ignorance de certaines personnes quant à celui-ci, mais la pancarte « fournit, comme dans un jeu de Cluedo, un certain nombre d’indices, leur laissant le soin de relier les points par [elles]-mêmes ».
L'essayiste Tristan Mendès-France estime que ces défilés « sont des manifestations valises, organisées derrière des termes vagues, qui permettent à des communautés qui n’ont rien à voir les unes avec les autres de s’agglomérer », ; « Il y a une extrême hétérogénéité de profils sociaux, beaucoup de gens qui ont toute une série de griefs qui s'accumulent ».
Pourtant, malgré des réactions contre l'antisémitisme, d'autres manifestants voient dans la controverse une manière de faire diversion et de discréditer leur mouvement. Pour Rudy Reichstadt, il s'agit de minimiser l'antisémitisme, et pour d'autres en le banalisant,,.

### Récurrence
Cependant, Dominique Sopo est frappé par « le caractère récurrent et assumé des choses... Désormais, les porteurs de pancartes ne se cachent pas et il y a une absence de réaction des autres manifestants. Pourtant le slogan « Qui ? » et sa signification antisémite ont été largement médiatisés »,.
Michel Wieviorka remarque également cette visibilité qui est une nouveauté à travers ce « regain d'antisémitisme » : « Dans ces manifestations anti-pass sanitaire, [...] l'antisémitisme s’insère de façon décomplexée au sein même de la foule et [...] personne ne cherche à s’en écarter ou à le dénoncer ». Même si tous les manifestants ne sont pas antisémites, cette expression « trouve son espace... et n'est pas rejetée immédiatement, fortement par tous ceux qui sont autour ».

## Instrumentalisation

### Épaisseur historique
Le sociologue Michel Wieviorka explique que l’antisémitisme des manifestations anti-passe sanitaire est « un petit peu [...] d'ultra-gauche » mais principalement « celui de l’extrême droite [...] à l’épaisseur historique énorme », que l’on retrouve régulièrement selon les contextes historiques ; « Il ressuscite, mais ses traits évoluent ». « La crise sanitaire - comme souvent dans l’histoire des crises - est un terreau propice à l’expression de cet antisémitisme » ; « du Moyen-Âge au Covid, les juifs sont des boucs émissaires traditionnels [...], on les accusait d’empoisonner les puits... C'est la première fois depuis très longtemps qu'il y avait besoin de boucs émissaires dans notre société... Dans ces manifestations où les théories du complot embrument l’esprit de certains manifestants, cet antisémitisme archaïque resurgit ». « Le mythe du complot juif, notamment, revient régulièrement lors de pandémies parce qu’il offre une explication rationnelle à l’angoisse » et son bouc émissaire « s’incarne régulièrement à travers la figure du juif », observe l’historienne, politologue et directrice de recherche au CNRS, Nonna Mayer.
L'historien Marc Knobel considère qu'« avec son lot d’incertitudes et de peurs, l'épidémie a aussi été instrumentalisée à des fins antisémites ». Pour l'historien Emmanuel Debono, « dans des moments de crise, des mouvements qui agrègent des franges assez hétéroclites de la population comme les gilets jaunes, on a une focalisation, à un moment ou un autre, sur les Juifs ». Pour l'antisémitisme des Gilets jaunes, Wieviorka précise toutefois qu'il s'agit d'« épisodes annexes, en marge, plutôt relativement distinct du message porté par l’ensemble du mouvement ».
Pour le microbiologiste Jean-Pierre Dedet, « la recherche d’un responsable fut une constante des civilisations confrontées à une crise sanitaire », qui le plus souvent désignèrent les immigrants et les Juifs. « On peut comprendre ces réflexes archaïques à une époque où les épidémies étaient des fléaux d’origine mystérieuse [...] Aujourd’hui, on en connaît les causes et les processus. C’est paradoxal, à une époque où les moyens technologiques et de communication sont au niveau que l’on connaît, que les populations continuent à réagir de manière irrationnelle ». Pour lui, « il y a un défaut de connaissance et de culture scientifique » et « la cacophonie du monde médical » ajoute au malentendu.
La focalisation sur les Juifs est « une lecture qui vient simplifier le fonctionnement d'un monde complexe dont on ne comprend pas forcément les tenants et les aboutissants..., explique Debono ; comme si l'antisémitisme hitlérien, dit-on révolu, avait aujourd’hui cédé la place à d’autres victimes (gilets jaunes, musulmans, non vaccinés contre la Covid-19…) appelant une mobilisation contre une nouvelle persécution. L’étoile jaune serait sortie de l’histoire et aurait changé de poitrine », précise Debono qui ajoute que « les Juifs sont là où l’on a besoin qu’ils soient, même quand ils n’y sont pas »,. « Le fantasme de l’omniprésence juive, qui explique tout et son contraire, est en cela difficile sinon impossible à éteindre. Il fonctionne à merveille, même en l’absence des Juifs. Pour tout dire, il fonctionne en dehors de la réalité ».

### Conclusions
Michel Wieviorka note que « sans refus clair et net de la part de chaque manifestant et de ceux qui exhortent la foule de ce type d’expression au sein des cortèges, il est à craindre que sa présence se renforcera ». Le sociologue conclut : « Il ne faut en aucun cas avoir affaire avec cette haine, il faut être chirurgical dans sa façon de la dénoncer. Je dirais même que l’indifférence là-dessus est inacceptable » car ce n'est ni anecdotique ni secondaire.
Laurent Berger, secrétaire général de la CFDT, qualifie à propos d'« infréquentables [...] tous ceux qui sont d'extrême droite, qui sont complotistes, qui sont antisémites et qui, finalement, se servent de cet argument-là pour pousser leurs idées », et ne souhaite pas être assimilé à ces manifestants contre le passe sanitaire.